# WNBA 올해의 신인상
WNBA 최우수 선수상(영어: WNBA Rookie of the Year Award)은 WNBA가 주는 상으로, 정규 시즌에 가장 뛰어났던 신인에 수여되는 상이다.

## 수상자 목록
| 시즌 | 수상자                | 소속 팀               |
| ---- | --------------------- | --------------------- |
| 1998 | 트레이시 리드         | 샬럿 스팅             |
| 1999 | 샤미크 홀즈클로       | 워싱턴 미스틱스       |
| 2000 | 베티 레녹스           | 미네소타 링크스       |
| 2001 | 재키 스틸스           | 포틀랜드 파이어       |
| 2002 | 타미카 캐칭스         | 인디애나 피버         |
| 2003 | 셰릴 포드             | 디토로이트 쇼크       |
| 2004 | 다이애나 터라시       | 피닉스 머큐리         |
| 2005 | 테메카 존슨           | 워싱턴 미스틱스       |
| 2006 | 세이모네 아우구스투스 | 미네소타 링크스       |
| 2007 | 아민티 프라이스       | 시카고 스카이         |
| 2008 | 캔디스 파커           | 로스앤젤레스 스파크스 |
| 2009 | 앤젤 맥코트리         | 애틀랜타 드림         |
| 2010 | 티나 찰스             | 코네티컷 선           |
| 2011 | 마야 무어             | 미네소타 링크스       |
| 2012 | 은네카 오그우미케     | 로스앤젤레스 스파크스 |
| 2013 | 엘레나 델레 도네      | 시카고 스카이         |
| 2014 | 치니 오그우미케       | 코네티컷 선           |
| 2015 | 쥬얼 로이드           | 시애틀 스톰           |
| 2016 | 브리아나 스튜어트     | 시애틀 스톰           |
| 2017 | 알리샤 그레이         | 댈러스 윙스           |
| 2018 | 에이자 윌슨           | 라스베이거스 에이시즈 |
| 2019 | 나파사 콜리어         | 미네소타 링크스       |
| 2020 | 크리스탈 데인저필드   | 미네소타 링크스       |
| 2021 | 미카엘라 온옌은       | 뉴욕 리버티           |
| 2022 | 라인 하워드           | 애틀랜타 드림         |
| 2023 | 알리야 보스턴         | 인디애나 피버         |
| 2024 | 케이틀린 클락         | 인디애나 피버         |